# Loksa (Tapa)
Loksa (in het Duits naast Loksa ook wel Loxa) is een plaats in de Estische provincie Lääne-Virumaa, behorend tot de gemeente Tapa. De plaats heeft 33 inwoners (2021) en heeft de status van dorp (Estisch: küla). Het dorp werd vroeger ook wel Loksaküla genoemd.
Loksa behoorde tot oktober 2017 tot de gemeente Tamsalu, die in die maand opging in de gemeente Tapa.

## Monument
Bij Loksa staat sinds 1965 een monument voor de Sovjetsoldaten die in 1944 gesneuveld zijn in de slag bij Porkuni. In 1992 is de tekst op het monument vervangen door een neutralere tekst. Er stond: ‘Hier brak op 21-IX-1944 het 8e Corps Tirailleurs van de 249e Divisie van het Sovjetleger het verzet van de fascistische troepen op het territorium van Estland tijdens gevechten in veld en bos.’ Sinds 1992 staat er: ‘Het slagveld van Porkuni. Op 21-IX-1944 werd hier slag geleverd, waarbij Esten vochten tegen Esten onder verschillende vlaggen.’